# Hürriyet Daily News
El Hürriyet Daily News, anteriorment Hürriyet Daily News and Economic Review, és el diari més antic en anglès publicat a Turquia. Va ser fundat el 1961.
El diari va ser comprat pel Grup Doğan Medya el 2001 i ha estat sota el vaixell insígnia del grup de mitjans Hürriyet des del 2006.

## Direcció
L'actual redactor en cap és Murat Yetkin, i Taylan Bilgic és el director editorial.

## Columnistes
El diari fa una cobertura de notícies a tots els nivells (des de regional a internacional, passant per l'àmbit de la cultura), i compta amb la col·laboració regular de diversos i prestigiosos periodistes i pensadors turcs, com ara Mehmet Ali Birand, Soner Çağaptay, Nuray Mert, Mustafa Akyol, İlhan Tanir, Burak Bekdil, Sedat Ergin, Semih İdiz, i l'antic editor David Judson

## Accés
La seu central del Daily News es troba a la Torre Doğan Medya, Istanbul, amb una delegació a Ankara. Es pot llegir en línia o en el tradicional format de paper. La seva distribució abasta les àrees metropolitanes més importants de Turquia, com ara Istanbul i Ankara, així com les costes de l'Egeu i la Mediterrània. Fins i tot es pot trobar en llocs tan remots com Zonguldak.

## Competidors
El competidor més recent del Hürriyet Daily News és el Sabah Daily News, una branca del diari turc Sabah.